# 多肥村
多肥村（たひむら）は、香川県香川郡にあった村。現在の高松市多肥地区にあたる。

## 人口
| \| 1920年（大正9年） \| 2,184人 \| \| \| 1925年（大正14年） \| 2,172人 \| \| \| 1930年（昭和5年） \| 2,329人 \| \| \| 1935年（昭和10年） \| 2,316人 \| \| \| 1940年（昭和15年） \| 2,297人 \| \| \| 1947年（昭和22年） \| 3,251人 \| \| \| 1950年（昭和25年） \| 3,238人 \| \| \| 1955年（昭和30年） \| 3,286人 \| \| |         |  |
| 総務省統計局 / 国勢調査（1955年） |         |  |
| 1920年（大正9年） | 2,184人 |  |
| 1925年（大正14年） | 2,172人 |  |
| 1930年（昭和5年） | 2,329人 |  |
| 1935年（昭和10年） | 2,316人 |  |
| 1940年（昭和15年） | 2,297人 |  |
| 1947年（昭和22年） | 3,251人 |  |
| 1950年（昭和25年） | 3,238人 |  |
| 1955年（昭和30年） | 3,286人 |  |

## 歴史
- 1890年2月15日 - 町村制施行に伴い、香川郡下多肥村（しもたひむら）、上多肥村（かみたひむら）と出作村（しゅっさくむら）の一部が合併し、多肥村が発足。
- 1956年9月30日 - 高松市に編入合併。同日付で多肥村を廃止。